# Cristina Chiabotto
Cristina Chiabotto (née le 15 septembre 1986 à Moncalieri, dans la province de Turin) est un mannequin (1,84 m) et une showgirl italienne.

## Biographie
En 2004, Cristina Chiabotto devient la nouvelle Miss Italie et commence alors à travailler pour la RAI.
Après avoir pris part à Zecchino d'Oro, un programme TV pour enfants dans lequel elle avait un petit rôle, elle remporte une compétition de dance, Ballando con le stelle, version italienne de Dancing with the Stars.
En 2006, elle remplace Alessia Marcuzzi sur le programme Le Iene de la Mediaset puis travaille ensuite sur le Festivalbar avec Ilary Blasi.

### Vie privée
Elle a une plus jeune sœur, Serena. Elle vit à Turin et est une grande fan de l'équipe de football de la Juventus, (elle a d'ailleurs fait une apparition lors d'un show populaire avec Alessandro Del Piero).